# Политика жёсткой экономии
Поли́тика жёсткой эконо́мии (также поли́тика эконо́мии, поли́тика стро́гой эконо́мии) — одна из разновидностей бюджетной политики государственного аппарата страны, переживающей тяжёлое в финансово-экономическом отношении время (кризис, рецессия, депрессия). Подобный курс, как правило, является ответом на ряд негативных явлений в экономике, вызванных кризисом перепроизводства (например, политика жёсткой экономии в Румынии 1980-х годов), а также кризисом перекредитования, дефицитов бюджета и/или операций по текущим счетам (например, Европейский долговой кризис после 2008 года).
Политика жёсткой экономии выражается в первую очередь в урезании зарплат и соцпакетов работников бюджетной сферы, сокращении пенсии и других социально ориентированных программ при параллельном увеличении налоговых сборов. В современной экономике свободного потребления политика жёсткой экономии в целом признана неэффективным средством борьбы с кризисными явлениями так как она фактически вводит экономику страны в состояние постоянной «дефляционной спирали». Тем не менее, часто исходя из политических, а не финансово-экономических соображений, политика жёсткой экономии продолжает применяться, а иногда и навязываться странам, утратившим контроль над своими финансами. Основной мотивацией в таких случаях является стремление снизить дефицит бюджета страны, а также сохранить единую европейскую валюту евро как символа единства ряда стран Европы. При этом политика жёсткой экономии может сочетаться и с другими «карательными» мерами, например, частичная экспроприация индивидуальных банковских вкладов государством (например, заморозкой банковских счетов, ограничениями на вывоз капитала и прочего, как это было во время финансового кризиса на Кипре в 2012—2013 годах). 
В тех ситуациях, когда за политикой экономии стоят определённые политические круги, возможен рост антиправительственных настроений, часто направленных не только против определённого круга политиков, но и против тех государств, к которым они принадлежат (например, рост антигерманских настроений в Греции и на Кипре).